# Кубок РСФСР по хоккею с шайбой 1987
Четырнадцатый розыгрыш Кубка РСФСР по хоккею с шайбой был проведён после 11-летнего перерыва. В нём по-прежнему участвовали команды второй лиги чемпионата СССР, но на этот раз допускались к соревнованиям и нероссийские команды. По сообщению прессы, лучшие команды турнира получали право участвовать в следующем в кубке СССР, но данный турнир больше не проводился.
Непосредственно в кубке участвовало 16 команд. В качестве отбора был использованы традиционные предсезонные турниры на призы Госкомспорта РСФСР, в которых сыграли 30 из 34 команд лиги. По 2-3 лучшие команды шести турниров получили право бороться за кубок.

На каждом этапе соперники играли по 2 матча на поле каждого из них (за исключением одной четвертьфинальной пары). В случае равенства очков победитель определялся по разнице шайб.

## Список участников
| Команды второй лиги | Команды второй лиги | Команды второй лиги                                                  |
| Участники розыгрыша кубка | Участники предварительного этапа | Не игравшие команды                                                  |
| --- | --- | -------------------------------------------------------------------- |
| - «Авангард» Омск - «Авангард» Уфа - «Буран» Воронеж - «Корд» Щёкино - «Кренгольм» Нарва - «Машиностроитель» Новосибирск - «Маяк» Куйбышев - «Нефтяник» Альметьевск - «Прогресс» Глазов - «Сокол» Новочебоксарск - «Спутник» Нижний Тагил - «Станкостроитель» Рязань - «Строитель» Темиртау - «Химик» Энгельс - «Шахтёр» Прокопьевск - СКА Новосибирск | - «Горняк» Дальнегорск - «Десна» Брянск - «Кедр» Томск - «Луч» Свердловск - «Металлист» Петропавловск - «Металлург» Магнитогорск - «Металлург» Новокузнецк - «Мотор» Барнаул - «Олимпия» Кирово-Чепецк - «Рубин» Тюмень - «Сокол» Красноярск - «Спартак» Архангельск - «Трактор» Липецк - СК «Южный Урал» Орск | - «Звезда» Ленинград - «Таллэкс» Таллин - РШВСМ Рига - СКА Хабаровск |

## Турниры на призы Госкомспорта РСФСР

### Архангельск
Матчи прошли с 1 по 9 сентября во дворце спорта профсоюзов.
| М | Команда                     | 1    | 2   | 3    | 4    | 5    | 6    | И | В | Н | П | Ш     | О |
| - | --------------------------- | ---- | --- | ---- | ---- | ---- | ---- | - | - | - | - | ----- | - |
| 1 | «Корд» Щёкино               | -    | 3:3 | 4:3  | 3:2  | 11:2 | 10:1 | 5 | 4 | 1 | 0 | 31-11 | 9 |
| 2 | «Кренгольм» Нарва           | 3:3  | -   | 3:2  | 2:2  | 8:2  | 7:1  | 5 | 3 | 2 | 0 | 31-11 | 8 |
| 3 | «Станкостроитель» Рязань    | 3:4  | 2:3 | -    | 8:7  | 3:3  | 10:4 | 5 | 2 | 1 | 2 | 26-21 | 5 |
| 4 | «Спартак» Архангельск       | 2:3  | 2:2 | 7:8  | -    | 7:3  | 13:5 | 5 | 2 | 1 | 2 | 31-21 | 5 |
| 5 | Сб. СССР (студ.)            | 2:11 | 2:8 | 3:3  | 3:7  | -    | 8:2  | 5 | 1 | 1 | 3 | 18-31 | 3 |
| 6 | «Спартак» (юн.) Архангельск | 1:10 | 1:7 | 4:10 | 5:13 | 2:8  | -    | 5 | 0 | 0 | 5 | 13-48 | 0 |

### Воронеж
Матчи прошли с 2 по 10 сентября во дворце спорта «Юбилейный». Две юношеские команды выступили вне конкурса.
| М | Команда               | 1    | 2    | 3    | 4    | 5    | 6    | 7   | И | В | Н | П | Ш     | О  |
| - | --------------------- | ---- | ---- | ---- | ---- | ---- | ---- | --- | - | - | - | - | ----- | -- |
| 1 | Сб. СССР (юн.)        | -    | 5:3  | 7:2  | 8:7  | 5:5  | 11:1 | 3:2 | 6 | 5 | 1 | 0 | 39-20 | 11 |
| 2 | «Буран» Воронеж       | 3:5  | -    | 5:2  | 15:2 | 6:4  | 18:1 | 4:3 | 6 | 5 | 0 | 1 | 51-17 | 10 |
| 3 | «Маяк» Куйбышев       | 2:7  | 2:5  | -    | 7:4  | 3:3  | 10:4 | 7:4 | 6 | 3 | 1 | 2 | 31-27 | 7  |
| 4 | «Химик» Энгельс       | 7:8  | 2:15 | 4:7  | -    | 6:5  | 7:4  | 6:5 | 6 | 3 | 0 | 3 | 32-44 | 6  |
| 5 | «Трактор» Липецк      | 5:5  | 4:6  | 3:3  | 5:6  | -    | 10:3 | 3:5 | 6 | 1 | 2 | 3 | 30-28 | 4  |
| 6 | «Буран» (юн.) Воронеж | 1:11 | 1:18 | 4:10 | 4:7  | 3:10 | -    | 8:6 | 6 | 1 | 0 | 5 | 21-62 | 2  |
| 7 | «Десна» Брянск        | 2:3  | 3:4  | 4:7  | 5:6  | 5:3  | 6:8  | -   | 6 | 1 | 0 | 5 | 25-31 | 2  |

### Барнаул
Матчи прошли с 9 по 14 сентября во дворце зрелищ и спорта.
| М | Команда              | 1   | 2    | 3   | 4    | 5   | И | В | Н | П | Ш     | О |
| - | -------------------- | --- | ---- | --- | ---- | --- | - | - | - | - | ----- | - |
| 1 | «Авангард» Омск      | -   | 7:6  | 5:2 | 6:3  | 4:1 | 4 | 4 | 0 | 0 | 22-12 | 8 |
| 2 | СКА Новосибирск      | 6:7 | -    | 4:1 | 10:4 | 6:3 | 4 | 3 | 0 | 1 | 26-15 | 6 |
| 3 | «Кедр» Томск         | 2:5 | 1:4  | -   | 6:3  | 5:4 | 4 | 2 | 0 | 2 | 14-16 | 4 |
| 4 | «Горняк» Дальнегорск | 3:6 | 4:10 | 3:6 | -    | 5:3 | 4 | 1 | 0 | 3 | 15-25 | 2 |
| 5 | «Мотор» Барнаул      | 1:4 | 3:6  | 4:5 | 3:5  | -   | 4 | 0 | 0 | 4 | 11-20 | 0 |

### Прокопьевск
Матчи прошли с 1 по 7 сентября во дворце спорта «Снежинка».
| М | Команда                       | 1       | 2        | 3       | 4        | И | В | Н | П | Ш     | О |
| - | ----------------------------- | ------- | -------- | ------- | -------- | - | - | - | - | ----- | - |
| 1 | «Машиностроитель» Новосибирск | -       | 9:1 8:4  | 2:2 6:5 | 4:6 8:5  | 6 | 4 | 1 | 1 | 27-23 | 9 |
| 2 | «Шахтёр» Прокопьевск          | 1:9 4:8 | -        | 3:4 7:1 | 12:0 3:2 | 6 | 3 | 0 | 3 | 30-23 | 6 |
| 3 | «Металлург» Новокузнецк       | 2:2 5:6 | 4:3 1:7  | -       | 1:4 4:3  | 6 | 2 | 1 | 3 | 17-25 | 5 |
| 4 | «Сокол» Красноярск            | 6:4 5:8 | 0:12 2:3 | 4:1 3:4 | -        | 6 | 2 | 0 | 4 | 20-37 | 4 |

### Орск
Матчи прошли с 1 по 7 сентября во дворце спорта «Юбилейный».
| М | Команда                   | 1   | 2   | 3   | 4   | 5   | 6   | И | В | Н | П | Ш     | О |
| - | ------------------------- | --- | --- | --- | --- | --- | --- | - | - | - | - | ----- | - |
| 1 | «Авангард» Уфа            | -   | 2:2 | 4:2 | 3:2 | 7:2 | 9:3 | 5 | 4 | 1 | 0 | 25-11 | 9 |
| 2 | «Спутник» Альметьевск     | 2:2 | -   | 4:2 | 5:4 | 3:3 | 7:4 | 5 | 2 | 2 | 0 | 21-16 | 6 |
| 3 | «Строитель» Темиртау      | 2:4 | 2:4 | -   | 6:4 | 3:1 | ?:? | 5 | ? | ? | ? | ?-?   | ? |
| 4 | «Металлург» Магнитогорск  | 2:3 | 4:5 | 4:6 | -   | 3:1 | 8:7 | 5 | 2 | 0 | 3 | 21-22 | 4 |
| 5 | СК «Южный Урал» Орск      | 2:7 | 3:3 | 1:3 | 1:3 | -   | 2:1 | 5 | 1 | 1 | 3 | 9-17  | 3 |
| 6 | «Металлист» Петропавловск | 3:9 | 4:7 | ?:? | 7:8 | 1:2 | -   | 5 | ? | ? | ? | ?-?   | ? |

### Глазов
Матчи прошли с 1 по 7 сентября во дворце спорта «Прогресс».
| М | Команда                 | 1    | 2    | 3    | 4   | 5    | 6   | И | В | Н | П | Ш     | О  |
| - | ----------------------- | ---- | ---- | ---- | --- | ---- | --- | - | - | - | - | ----- | -- |
| 1 | «Прогресс» Глазов       | -    | 4:3  | 3:2  | 7:4 | 10:5 | 6:5 | 5 | 5 | 0 | 0 | 30-19 | 10 |
| 2 | «Спутник» Нижний Тагил  | 3:4  | -    | 4:2  | 4:3 | 11:3 | 4:3 | 5 | 4 | 0 | 1 | 26-15 | 8  |
| 3 | «Сокол» Новочебоксарск  | 2:3  | 2:4  | -    | 3:3 | 11:2 | 5:3 | 5 | 2 | 1 | 2 | 23-15 | 5  |
| 4 | «Рубин» Тюмень          | 4:7  | 3:4  | 3:3  | -   | 7:5  | 7:4 | 5 | 2 | 1 | 2 | 24-23 | 5  |
| 5 | «Олимпия» Кирово-Чепецк | 5:10 | 3:11 | 2:11 | 5:7 | -    | 5:3 | 5 | 1 | 0 | 4 | 20-42 | 2  |
| 6 | «Луч» Свердловск        | 5:6  | 3:4  | 3:5  | 4:7 | 3:5  | -   | 5 | 0 | 0 | 5 | 18-28 | 0  |

## 1/8 финала
| 16.11.1986 | «Корд» Щёкино                 | «Прогресс» Глазов             | 3:4 |
| 18.11.1986 | «Прогресс» Глазов             | «Корд» Щёкино                 | 8:2 |
| 16.11.1986 | «Станкостроитель» Рязань      | «Спутник» Нижний Тагил        | 9:3 |
| 18.11.1986 | «Спутник» Нижний Тагил        | «Станкостроитель» Рязань      | 1:1 |
| 15.11.1986 | «Сокол» Новочебоксарск        | «Буран» Воронеж               | 7:5 |
| 18.11.1986 | «Буран» Воронеж               | «Сокол» Новочебоксарск        | 6:3 |
| 16.11.1986 | «Кренгольм» Нарва             | «Маяк» Куйбышев               | 7:3 |
| 18.11.1986 | «Маяк» Куйбышев               | «Кренгольм» Нарва             | 4:4 |
| 16.11.1986 | «Машиностроитель» Новосибирск | «Строитель» Темиртау          | 5:2 |
| 20.11.1986 | «Строитель» Темиртау          | «Машиностроитель» Новосибирск | 6:7 |
| 16.11.1986 | «Шахтёр» Прокопьевск          | «Авангард» Омск               | 4:1 |
| 18.11.1986 | «Авангард» Омск               | «Шахтёр» Прокопьевск          | 3:1 |
| ??.11.1986 | «Нефтяник» Альметьевск        | «Химик» Энгельс               | 8:4 |
| ??.11.1986 | «Химик» Энгельс               | «Нефтяник» Альметьевск        | 6:3 |
| 16.11.1986 | «Авангард» Уфа                | СКА Новосибирск               | 5:3 |
| 18.11.1986 | СКА Новосибирск               | «Авангард» Уфа                | 4:4 |

## 1/4 финала
| 08.01.1987 | «Станкостроитель» Рязань      | «Прогресс» Глазов             | 2:0 |
| 11.01.1987 | «Прогресс» Глазов             | «Станкостроитель» Рязань      | 5:1 |
| 08.01.1987 | «Буран» Воронеж               | «Кренгольм» Нарва             | 6:3 |
| 11.01.1987 | «Кренгольм» Нарва             | «Буран» Воронеж               | 2:3 |
| 28.12.1986 | «Машиностроитель» Новосибирск | «Шахтёр» Прокопьевск          | 4:2 |
| ??.??.198? | «Шахтёр» Прокопьевск          | «Машиностроитель» Новосибирск | 4:3 |
| 10.01.1987 | «Нефтяник» Альметьевск        | «Авангард» Уфа                | 7:3 |
| 11.01.1987 | «Нефтяник» Альметьевск        | «Авангард» Уфа                | 4:6 |

## 1/2 финала
| 15.02.1987 | «Прогресс» Глазов             | «Буран» Воронеж               | 4:3 |
| 18.04.1987 | «Буран» Воронеж               | «Прогресс» Глазов             | 4:9 |
| ??.??.1987 | «Машиностроитель» Новосибирск | «Нефтяник» Альметьевск        | 5:4 |
| ??.??.1987 | «Нефтяник» Альметьевск        | «Машиностроитель» Новосибирск | 4:4 |

## Финал
| 30.04.1987 | «Машиностроитель» Новосибирск | 1:5 (1:2, 0:2, 0:1) | «Прогресс» Глазов | ДС «Сибирь», Новосибирск |

| Отчёт               | Отчёт                  | Отчёт                                                                            | Отчёт | Отчёт |
| ------------------- | ---------------------- | -------------------------------------------------------------------------------- | ----- | ----- |
|                     |                        |                                                                                  |       |       |
|                     |                        |                                                                                  |       |       |
|                     | Голы:                  |                                                                                  |       |       |
| В.Бурцев (бол.) 14' | 0:1 :1 1:2 1:3 1:4 1:5 | 11' В.Чуев 17' И.Меркулов 34' И.Меркулов (бол.) 36' К.Астраханцев 55' И.Меркулов |       |       |
|                     |                        |                                                                                  |       |       |
|                     |                        |                                                                                  |       |       |
|                     |                        |                                                                                  |       |       |
|                     |                        |                                                                                  |       |       |
|                     |                        |                                                                                  |       |       |

| 05.05.1987 | «Прогресс» Глазов | 10:2 (5:0, 1:1, 4:1) | «Машиностроитель» Новосибирск | ДС «Прогресс», Глазов |

| Отчёт | Отчёт                                            | Отчёт                                         | Отчёт | Отчёт |
| --- | ------------------------------------------------ | --------------------------------------------- | ----- | ----- |
| |                                                  |                                               |       |       |
| |                                                  |                                               |       |       |
| | Голы:                                            |                                               |       |       |
| М.Гусаров 5' В.Логинов (бол.) 7' М.Гусаров 10' В.Бакланов 15' И.Чупин (бол.) 17' С.Лубнин 26' И.Меркулов 41' А.Владыкин 51' В.Логинов 59' С.Корепанов 60' | 1:0 2:0 3:0 4:0 5:0 6:0 6:1 7:1 7:2 8:2 9:2 10:2 | 27' А.Судоплатов (бол.) 50' В.Трофимов (бол.) |       |       |
| |                                                  |                                               |       |       |
| |                                                  |                                               |       |       |
| |                                                  |                                               |       |       |
| |                                                  |                                               |       |       |
| |                                                  |                                               |       |       |